# Holger Ernst (Betriebswirt)
Holger Ernst (* 25. März 1966 in Weidenau (Siegen)) ist ein deutscher Betriebswirtschaftler. Er ist Inhaber des Lehrstuhls für Technologie- und Innovationsmanagement an der WHU – Otto Beisheim School of Management. Außerdem ist er Visiting Professor an der Kellogg School of Management der Northwestern University, Evanston (Illinois), USA. Neben der Leitung des Lehrstuhls für Technologie- und Innovationsmanagement ist Ernst Direktor des Bio-Pharma Management Centers an der WHU.

## Leben
Ernst studierte Betriebswirtschaftslehre an der Christian-Albrechts-Universität zu Kiel (CAU), Deutschland, und der University of Illinois at Urbana-Champaign.
Seine akademische Laufbahn startete er als Promotionsstudent im Graduiertenkolleg Betriebswirtschaftslehre für Technologie und Innovation an der Universität Kiel. Im Wintersemester 1995/1996 wurde er dort durch Klaus Brockhoff und Jürgen Hauschildt mit einer Arbeit zum Thema Patentinformationen für die strategische Planung von Forschung und Entwicklung promoviert.
Ernst habilitierte sich im Wintersemester 2000/2001, ebenfalls in Kiel, mit einer Arbeit zum Thema Erfolgsfaktoren neuer Produkte. Im Januar 2001 erhielt Ernst die Lehrbefugnis für das Fach Betriebswirtschaftslehre (Venia legendi) durch die Sozial- und Wirtschaftswissenschaftliche Fakultät der CAU zu Kiel. Seit März 2001 ist er Inhaber des neu geschaffenen Lehrstuhls für Betriebswirtschaftslehre, insbesondere Technologie- und Innovationsmanagement, an der WHU – Otto Beisheim School of Management.

## Werk
Ernsts Forschungsinteressen liegen auf den Gebieten Strategie, Innovation, Neuproduktentwicklung und Intellectual Property.
Ernst hat u. a. in folgenden Zeitschriften veröffentlicht: Creativity and Innovation Management, Journal of Product Innovation Management, Journal of Engineering and Technology Management, Journal of Marketing, IEEE Transactions on Engineering Management, MIT Sloan Management Review, Organization Studies, Research Policy, R&D Management, Zeitschrift für Betriebswirtschaft und Zeitschrift für betriebswirtschaftliche Forschung.
Beim Handelsblatt Betriebswirte-Ranking 2009, das die Forschungsleistung von 2100 Betriebswirten in Deutschland, Österreich und der deutschsprachigen Schweiz seit 2005 analysiert, erreichte er Platz 16. Für seine Lehre wurde er dreimal mit einem so genannten Best Teacher-Award für seine Leistungen in der Lehre ausgezeichnet. Darüber hinaus hat Ernst folgende Auszeichnungen für seine wissenschaftlichen Leistungen erhalten:
- Erster Preis für wissenschaftliche Arbeiten der Stiftung Industrieforschung (1996)
- Best Paper Award des Verbandes der Hochschullehrer für Betriebswirtschaft e. V. (1999)
- Best Paper Award Innovation Management der EBS Universität für Wirtschaft und Recht (2007); zusammen mit Ulrich Lichtenthaler[11]
- Best Paper Award MIT Sloan Management Review 2010 (Robert Beckhard Memorial Prize; zusammen mit Martin Högl und Frank Siebdradt)

Sein bekanntester Schüler bis dato ist Ulrich Lichtenthaler. Im Juni 2012 wurde Ernst in den Vorstand des Verband der Hochschullehrer für Betriebswirtschaft gewählt. Das Amt sollte er im Januar 2013 antreten und dann für das Ressort Nachwuchs und Internationales zuständig sein, innerhalb welchem der VHB Workshops, Konferenzen und ein Doktorandenprogramm anbietet. Am 7. November 2012 erklärte Ernst jedoch per Brief an den VHB unter Verweis auf den Widerruf bereits publizierter Artikel, dieses Amt nicht anzutreten.

## Widerruf bereits publizierter Artikel
Seit dem Jahr 2012 wurden insgesamt sechs Publikationen, die unter Koautorschaft von Holger Ernst entstanden waren, auf Initiative der Autoren und der Herausgeber verschiedener wissenschaftlicher Zeitschriften zurückgezogen. Betroffen waren unter anderem die Journale Strategic Management Journal, Research Policy, Organization Science und Journal of Product Innovation Management. Als Grund für die Depublikationen wurden Fehler in der statistischen Ergebnisdarstellung und fehlende Referenzen zu ähnlichen bereits publizierten Arbeiten genannt. In vier der sechs Fälle übernahm der als Co-Autor beteiligte Forscher Ulrich Lichtenthaler Verantwortung für diese Mängel. Zwei weitere Publikationen, an denen Lichtenthaler nicht beteiligt war, wurden auf Initiative von Ernst sowie seinen Ko-Autoren zurückgezogen. Die WHU hat die Vorwürfe schwerwiegenden wissenschaftlichen Fehlverhaltens in einer Untersuchungskommission überprüft. Die Kommission ist laut Pressemitteilung der WHU vom 21. September 2015 zu dem Ergebnis gekommen, dass Ernst keine Mitverantwortung durch aktive Beteiligung an oder Mitwissen um das Fehlverhalten von Lichtenthaler in dessen Habilitationsschrift zum Vorwurf gemacht werden können. Ebenso wird Ernst keine grobe Vernachlässigung der Aufsichtspflicht gegenüber Lichtenthaler oder Mitarbeitern seines Lehrstuhls vorgeworfen. Vom Gremium bemängelt wurde jedoch, dass Ernst als Ko-Autor von Lichtenthaler dessen Arbeiten nicht in ausreichendem Maß auf Fehler geprüft habe, was ein „schwerwiegendes wissenschaftliches Fehlverhalten“ darstelle. Indem er dies unterließ, trage er eine Mitverantwortung für die in gemeinsamen Publikationen aufgetretenen Fehler. Anders als im Fall Lichtenthaler, dem die Lehrbefähigung von der WHU aberkannt wurde, hat WHU-Rektor Markus Rudolf das Verhalten von Ernst lediglich gerügt.